# Křečovice 2.díl
Křečovice 2.díl je díl vesnice Křečovice, část města Rovensko pod Troskami v okrese Semily. Nachází se asi dva kilometry východně od Rovenska pod Troskami.
Křečovice 2.díl leží v katastrálním území Křečovice pod Troskami o rozloze 1,48 km².

## Historie
První písemná zmínka o vesnici pochází z roku 1654.

## Fotogalerie

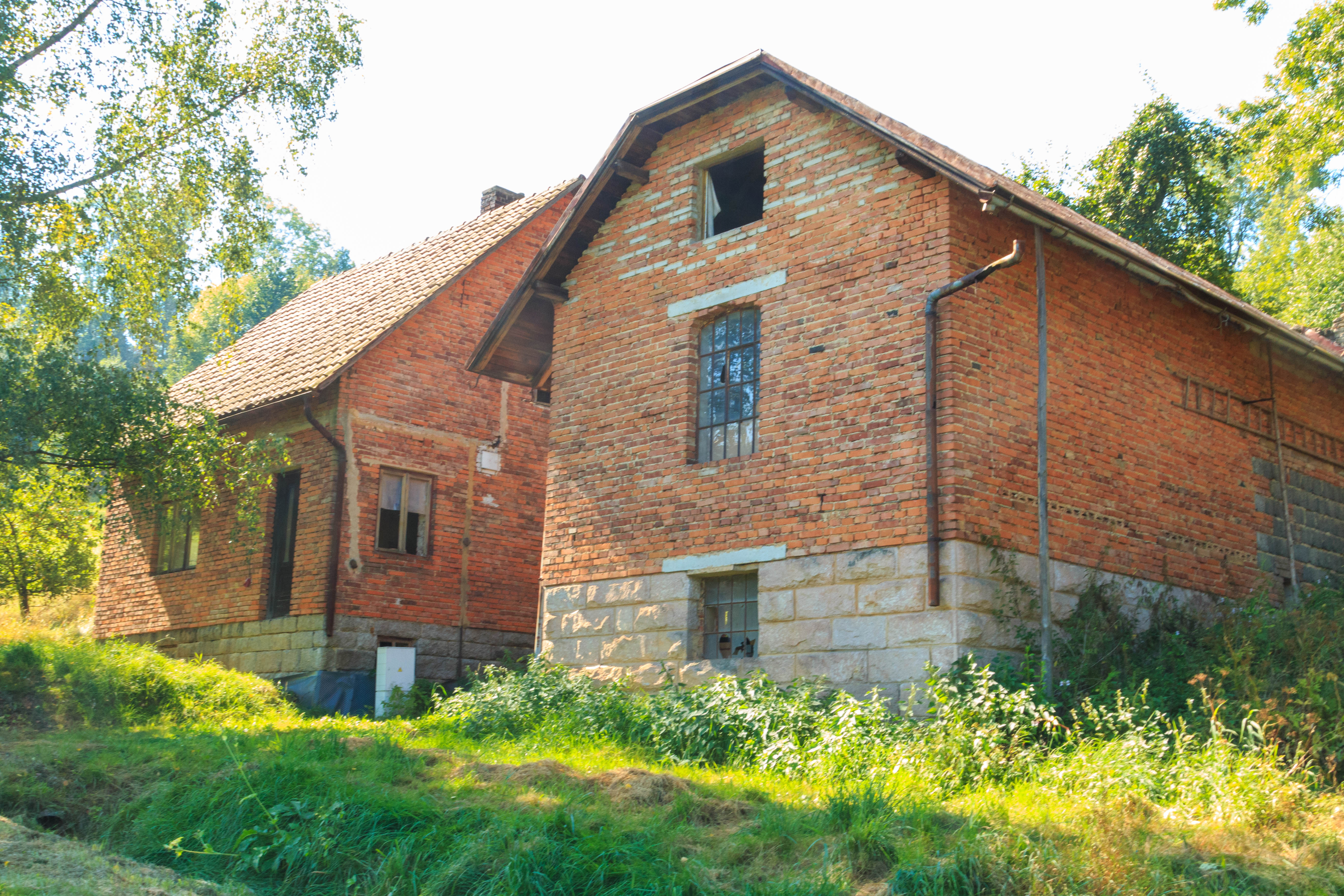
Dům čp. 47
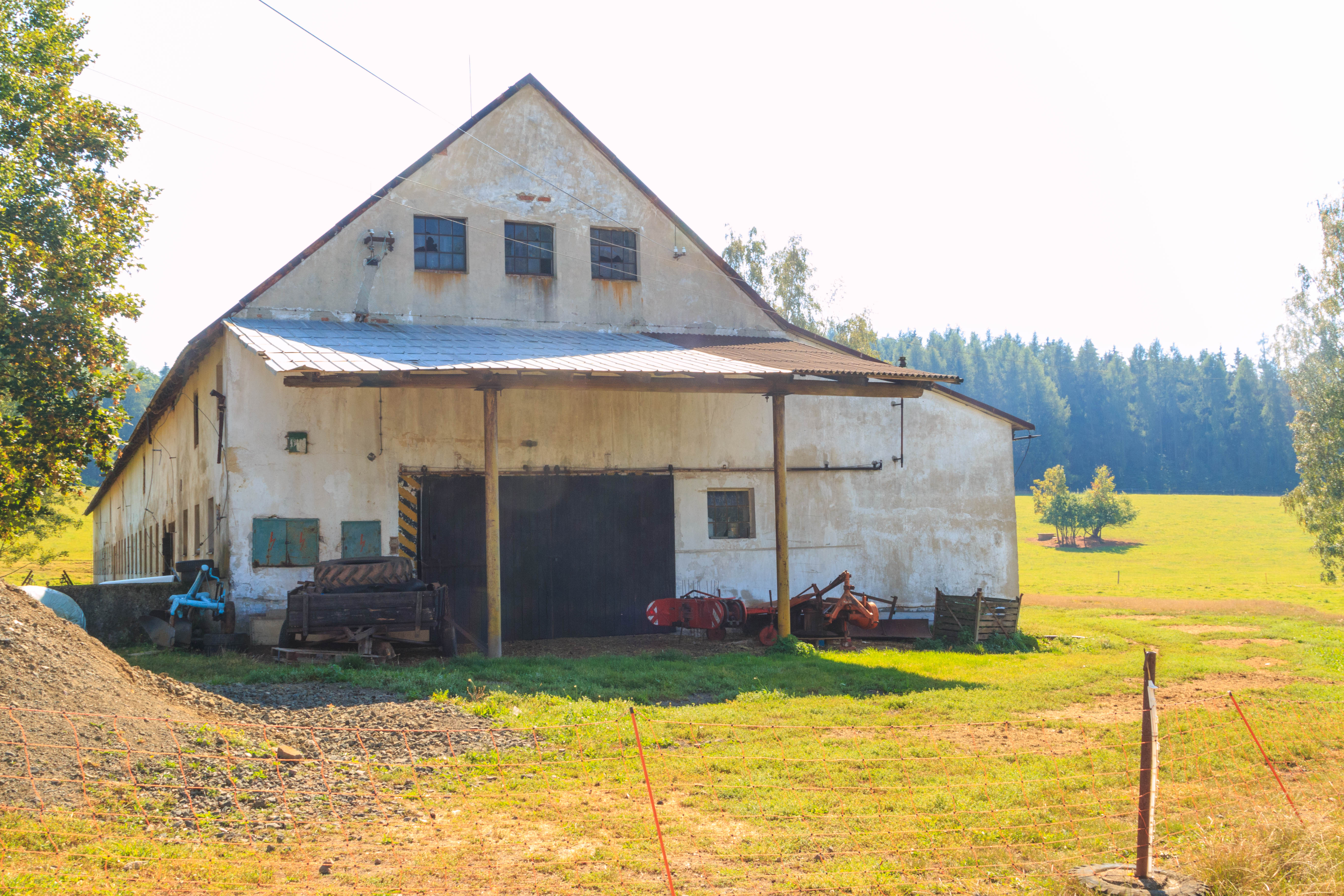
Kravín
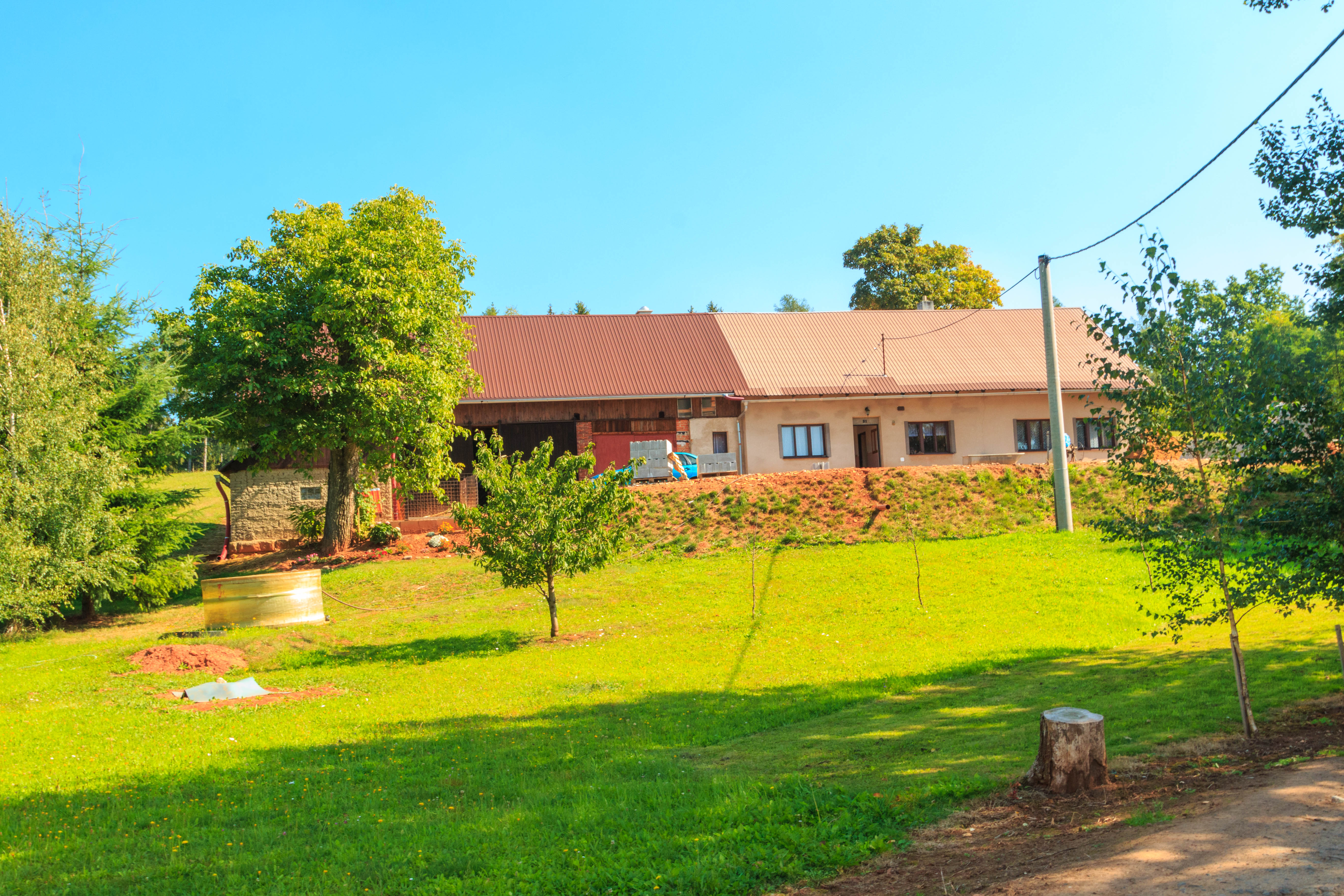
Dům čp. 32
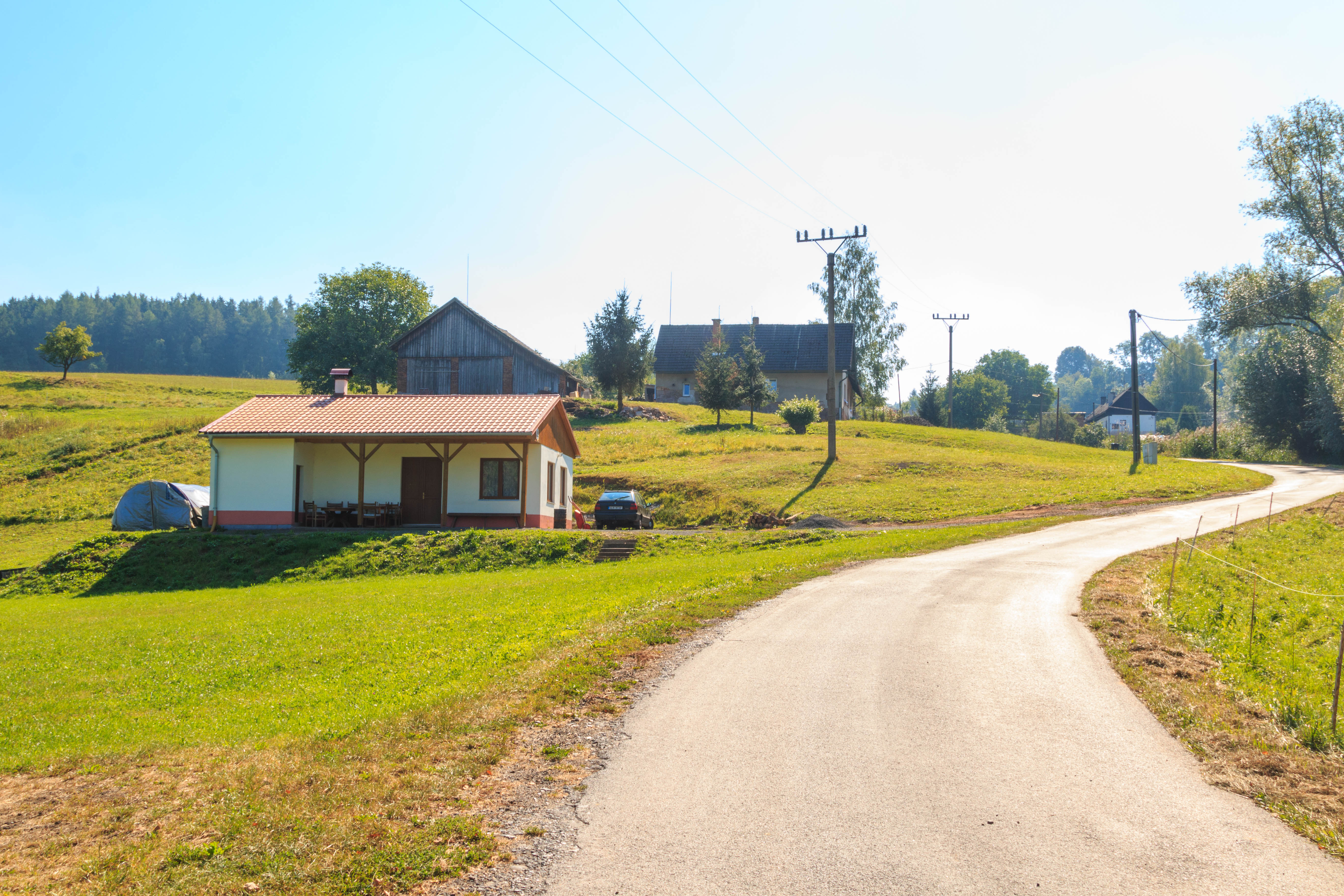
Dům čp. 46